# 久留米工業学園短期大学
久留米工業学園短期大学（くるめこうぎょうがくえんたんきだいがく、英語: Kurume Kogyo Gakuen Junior College）は、福岡県久留米市上津町字向野2228-66に本部を置いていた日本の私立大学である。1966年に設置され、1979年に廃止された。大学の略称は久工短大。

## 概要

### 大学全体
- 福岡県久留米市に所在した日本の私立短期大学で、設置主体は学校法人久留米工業学園[注 1]。
- 1966年に昼夜各1学科、入学総定員200名体制で開学[4]。のちに増設により昼間2学科、夜間1学科体制となる。
- 1975年度の入学生を最後に[注釈 2]、1979年に短期大学としての使命を終える[注釈 3]。

### 教育および研究
- 久留米工業学園短期大学は自動車整備士を養成する課程が設置されていた。設備工業科では冷凍空調技士・ボイラー技士などの各種取得試験の合格に力をいれていた。

### 学風および特色
- 久留米工業学園短期大学には、働きながら学ぶ人のために夜間部が設けられていた。
- 入学資格認定試験制度があった。

## 沿革
- 1959年
  - 久留米高等整備学校を創設。
- 1960年
  - 久留米建設機械専門学校を創設。
- 1962年
  - 2月28日 学校法人久留米工業学園の設置が認可される[7]。
- 1966年
  - 1月25日 左記を以て文部省[注 2]より短期大学の設置が認可される[注 3]
  - 4月1日 久留米工業学園短期大学が以下の学科体制にて開学[10]。
    - 自動車工業科
      - 第一部 入学定員100名[注釈 4]
      - 第二部 入学定員100名[注釈 4]
- 1970年
  - 1月13日 専攻科の設置が認可され、以下の課程を置く[12]。
    - 自動車工業専攻 入学定員50名
- 1973年
  - 4月1日 以下の学科を増設[注 4]。
    - 設備工業科 入学定員100名[注 5]
- 1975年
  - 4月1日 この年度で学生募集が最後となる[注釈 2]。
- 1979年
  - 6月5日 左記をもって正式に廃止[注釈 3]。

## 基礎データ

### 所在地
- 福岡県久留米市上津町字向野2228-66[注釈 1]

### 象徴
- 久留米工業学園短期大学のカレッジマークは縦に篆刻化された「大學」の文字に、「久留米工業学園」のうち「久」・「工」の文字が「學」の文字あたりに縦に記されたものとなっている[19]。

### 年度別学生数
| -        | 自動車工業科 |           | 設備工業科 | -      |
| -------- | ------------ | --------- | ---------- | ------ |
|          | 第一部       | 第二部    |            | -      |
| 入学定員 | 300          | 200       | 100        | -      |
| 総定員   | 600          | 400       | 200        | -      |
| 1966年   | 男215 女2    | -         | -          | [ 20 ] |
| 1967年   | 男478 女6    | -         | -          | [ 21 ] |
| 1968年   | 男517 女5    | 男264     | -          | [ 22 ] |
| 1969年   | ？           | 男？      | -          |        |
| 1970年   | 男743 女4    | 男313     | -          | [ 23 ] |
| 1971年   | 男818 女3    | 男230     | -          | [ 24 ] |
| 1972年   | 男903 女3    | 男225 女2 | -          | [ 25 ] |
| 1973年   | 男954 女3    | 男234 女2 | 男97       | [ 26 ] |
| 1974年   | 男？ 女？    | 男？ 女？ | 男？       |        |
| 1975年   | 男705        | 男221     | 男289 女3  | [ 27 ] |
| 1976年   | 男350        | 男186     | 男152 女2  | [ 28 ] |
| 1977年   | 男93 女1     | 男27      | 男11       | [ 29 ] |
| 1978年   | 男3          | -         | 男2        | [ 30 ] |

## 教育および研究

### 組織

#### 学科[注 6]
- 自動車工業科
  - 第一部 入学定員300名
  - 第二部 入学定員200名
- 設備工業科 入学定員100名

#### 専攻科
- 自動車工業専攻 入学定員50名[注 7]

#### 別科
- なし

#### 取得資格について
- 二級自動車整備士受験資格。
  - 自動車工業科
  - 第一部
  - 第二部

### 研究
- 『久工短大紀要』[34]

## 大学関係者と組織

### 寮
- 学生寮は設けられていなかった[19]。

## 対外関係

### 系列校
- 久留米工業高等学校

## 卒業後の進路について

### 就職について
- 自動車工業科第一部・第二部：自動車整備士として自動車関連企業への就職者が大半となっていた。
- 設備工業科：技術職として一般企業や官公庁への就職者が大半となっていた。